# Белая мазурка
«Белая мазурка» (пол. Biały mazur, в советском прокате — «Прощальная мазурка») — польский биографический фильм, снятый Вандой Якубовской на киностудии «Кадр» в 1979 году. Посвящён революционеру Людвигу-Фаддею Севериновичу Варынскому.
Премьера состоялась 19 февраля 1979 года в Польше, в СССР — 11 августа 1981 года.

## Сюжет
Людвиг Варынский встречается с русским генералом Оржевским в Шлиссельбургской крепости. Генерал предлагает ему поставить подпись и осудить террористические акты в обмен на уменьшение срока заключения. Вспоминая своё прошлое, Людвиг возвращается к студенческим годам в Петербурге, где он организовывал рабочих на фабрике Липоппа, в Варшаву и в Краков, где был арестован и предстал перед судом.

## В ролях
- Томаш Грохочиньский — Людвиг Варынский
- Анна Ходаковская — Филипина Плясковицкая
- Альдона Грохаль — Александра Ентыс
- Войцех Аляборский — Хенрик Дулемба
- Мечислав Громбка — Станислав Куницкий
- Кирилл Столяров — Пётр Бардовский
- Маргарита Володина — Наталья Поль
- Гражина Барщевская — Мария Янковская
- Гжегож Вархол — Станислав Мендельсон
- Эмилиан Каминьский — Шимон Дикштайн
- Мацей Гурай — Юзеф Шимаус
- Татьяна Сосна-Сарно — Анна Серочевская
- Ядвига Цолонна-Валевская — Пелагия Варынская
- Здзислав Ключник — Северин Варынский
- Францишек Печка — Валерий Врублевский
- Николай Дёмин — Плеханов
- Альберт Печников — Герман Лопатин
- Виталий Комиссаров — Сергей Дагаев
- Эва Далковская — Вера Засулич
- Катажина Сколимовская — Мария Онуфрович
- Мариан Дзендзель — Эразм Кобылянский
- Мечислав Хрыневич — Трушковский
- Мацей Шары — Эдмунд Плоский
- Сергей Мартынов — Александр Михайлов
- Ирина Мазуркевич — Варвара Щулепникова
- Казимеж Виткевич — комиссар Костжевский
- Юзеф Фрызлевич — Бресон
- Зыгмунд Мацеевский — Гейслер
- Ирена Лясковская — госпожа Гейслер
- Марек Сюдым — Узембло
- Януш Сыкутера — Вячеслав фон Плеве
- Игорь Васильев — генерал Оржевский
- Ирина Акулова
- Богумил Антчак — «врач» на варшавской фабрике
- Халина Грыгляшевская — хозяйка школы
- Анджей Красицкий — адвокат на процессе над рабочими
- Мариуш Лещиньский — охранник в краковской
- Ежи Моес — немец
- Мария Пакульнис
- Юзеф Пара — судья
- Анджей Прецигс — директор фабрики
- Северин Бутрым — адвокат на процессе над рабочими
- Славомир Рокита — Константы Подбельский
- Эугениуш Робачевский — приказчик в имении Варынских
- Мацей Дзенисевич
- Ежи Рогульский — Игнаци Хрыневецкий
- Михал Крет
- Анна Щепаняк
- Станислав Кочанович
- Анджей Ковальчик — Витольд Пекарский
- Владислав Стржельчик — Александр II
- Людмила Шувалова — супруга Александра II
- Анджей Мирецкий
- Войцех Стокингер — Эдвард Гейслер
- Войцех Зейдлер
- Рышард Олесиньский — Станислав Варынский

## Съёмочная группа
- Режиссёр, сценарист: Ванда Якубовская
- Оператор: Стефан Матыяшкевич
- Композитор: Витольд Руджиньский
- Художник: Болеслав Камыковский